# Droga krajowa B415 (Niemcy)
Droga krajowa 415 (niem. Bundesstraße 415) – niemiecka droga krajowa przebiegająca  na osi wschód - zachód i stanowi połączenie drogi B3 z Lahr z drogą B33 w Biberach w Badenii-Wirtembergii.